# 李東輝 (1873年)

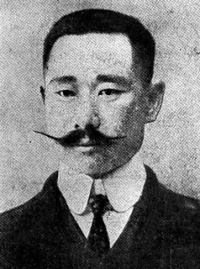
李東輝

李東輝（韓語：이동휘，1873年6月29日—1935年1月31日），号誠齋，生于咸鏡道端川，韩国独立运动家、社会主義者。

## 生平
受到旧韓国軍官学校出身的安昌浩的啓蒙思想感化，李東輝在朝鮮半島參加了新民会、西北学会的活動，以组织开化运动而得名。1907年日本发布解散韩国军队的命令，李東輝组建江華鎮衛隊反抗日军而被逮捕。1911年参加组织105人事件，之后逃亡中国东北、西伯利亚。在符拉迪沃斯托克朝鲜独立运动领导人的身份参加工会活动，因煽动居民罪而遭受牢狱之灾。
俄国革命后被赦免，受共产主义思想在哈巴罗夫斯克组织韩人社会党，后转移到上海据点，1921年1月该党在上海改称高丽共产党。1919年三一独立運動後，他参加大韩民国临时政府，担任副总统、軍務总長等职务。1919年9月－1921年3月期间出任大韩民国临时政府国务总理一职，被指為中上海臨時政府的親蘇聯派系領袖。曾派韩亨权前往蘇聯接受領導。
1922年作为朝鮮代表出席远东革命团体第一次代表大会，他在上海临时政府负责外交，因挪用苏联独立援助资金与保守势力发生矛盾而引咎辞职。与上海临时政府之间的关系切断后居住在西伯利亚，成为西伯利亚朝鮮人社会的元老。1935年1月31日因患上严重的流感，在符拉迪沃斯托克一个小村庄病故，享年62岁。